# Langues tchouktches-kamtchadales
Les langues tchouktches-kamtchadales, ou tchouktchi-kamtchatkiennes ou encore luorawetlanes sont une famille de langues parlées dans le nord-est de la Sibérie et dans la presqu'île du Kamtchatka, dans l'extrême est de la Russie. 
Elles font partie de l'ensemble géographique des langues paléo-sibériennes, dont les membres ne sont pas liés généalogiquement les uns aux autres.

## Classification interne
Au nombre de cinq, les langues tchouktches-kamtchadales sont réparties en deux branches :
- la branche septentrionale comprend quatre langues, réparties en deux groupes :
  - le tchouktche, parlé dans le nord-est de la Sibérie,
  - le groupe koryak-alyutor, constitué par :
    - l'alioutor, parlé dans le nord-est du Kamtchatka ;
    - le koriak, parlé dans le nord du Kamtchatka ;
    - le kerek, parlé dans quelques villages tchouktches ;
- la branche méridionale est constituée de trois langues, dont deux éteintes.
  - itelmène ou kamtchadale occidental
  - kamtchadale oriental
  - kamtchadale méridional

## Mots communs avec les langues celtiques
Les langues celtiques forment une branche des langues indo-européennes. Jäger (2015) remarque quelques mots communs avec les langues tchoukotko-kamtchatkiennes, qui ne sont pas partagées avec les autres langues indo-européennes, ce qui indiquerait qu'il ne s'agit ni de cognats, ni d'emprunts. Or, selon lui, les langues indo-européennes et tchoukotko-kamtchatkiennes ne formeraient pas un clade, les ressemblances seraient plutôt fortuites.
| français | langue celtique | langue kamtchoukotique | mot celtique | mot kamtchoukotique |
| -------- | --------------- | ---------------------- | ------------ | ------------------- |
| peau     | breton          | koriak                 | korxEn       | x3lx3n              |
| peau     | breton          | alioutor               | kroxEn       | x3lx3n              |
| peau     | mannois         | alioutor               | krax3n       | x3lx3n              |
| peau     | mannois         | tchouktche             | krax3n       | x3Lx3n              |
| peau     | mannois         | koriak                 | krax3n       | x3lx3n              |
| roche    | irlandais       | itelmène septentrional | klox         | kox                 |
| roche    | gallois         | itelmène septentrional | karEg        | kox                 |
| roche    | mannois         | itelmène septentrional | klax         | kox                 |
| roche    | écossais        | itelmène septentrional | klax         | kox                 |
| chemin   | mannois         | tchouktche             | red          | ret                 |
| pou      | écossais        | alioutor               | mi3l         | m3m3ll3             |
| pou      | écossais        | tchouktche             | mi3l         | m3m3l               |
| pou      | écossais        | koriak                 | mi3l         | m3m3l               |
| pou      | écossais        | itelmène méridional    | mi3l         | m3lm3l              |
| pou      | écossais        | itelmène septentrional | mi3l         | m3lm3l              |